# Anna Meixner
Anna Meixner, född 16 juni 1994 i Zell am See, Österrike, är en österrikisk ishockeyspelare som spelar för Brynäs IF i Svenska damhockeyligan. Meixner haar spelat 9 säsonger för EHV Sabres Wien i bl.a. European Women's Hockey League och Dameneishockey Bundesliga. Säsongen 2016/17 spelade hon med HV71 i SDHL och sedan 2021 spelar hon för Brynäs IF i samma liga. Hon spelar också i österrikiska landslaget där hon är lagkapten. Våren 2023 har hon sammanlagt spelat 117 landskamper. Som spelare är Meixner främst känd för sin snabba skridskoåkning. 2023 belönades hon med Guldhjälmen som årets mest värdefulla spelare i SDHL.